# Ngiwal
Ngiwal est l'un des seize États qui forment les Palaos. D'une superficie de 26 km2, il est peuplé de 223 habitants.

## Gouvernement
La constitution de l'État de Ngiwal, adoptée en 1993 en amont de l'indépendance des Palaos, confère le pouvoir exécutif à un gouverneur. Celui-ci est élu au suffrage universel direct à deux tours par les citoyens, pour un mandat de quatre ans, et ne peut exercer plus de deux mandats consécutifs,. Il propose le budget au parlement, et dispose du pouvoir d'amender les lois adoptées par le parlement, ou de les rejeter.
Le pouvoir législatif est exercé par un parlement monocaméral, appelé Kelulul a Kiuluul. Celui-ci compte dix-sept membres : les quatre plus hauts chefs coutumiers du village de Ngercheluuk ; les deux plus hauts chefs coutumiers de chacun des hameaux de Ngellau, Ngersngai et Ngermechau ; et sept députés élus par les citoyens pour un mandat de deux ans. Le parlement dispose notamment du pouvoir d'amender le budget soumis par le gouverneur.

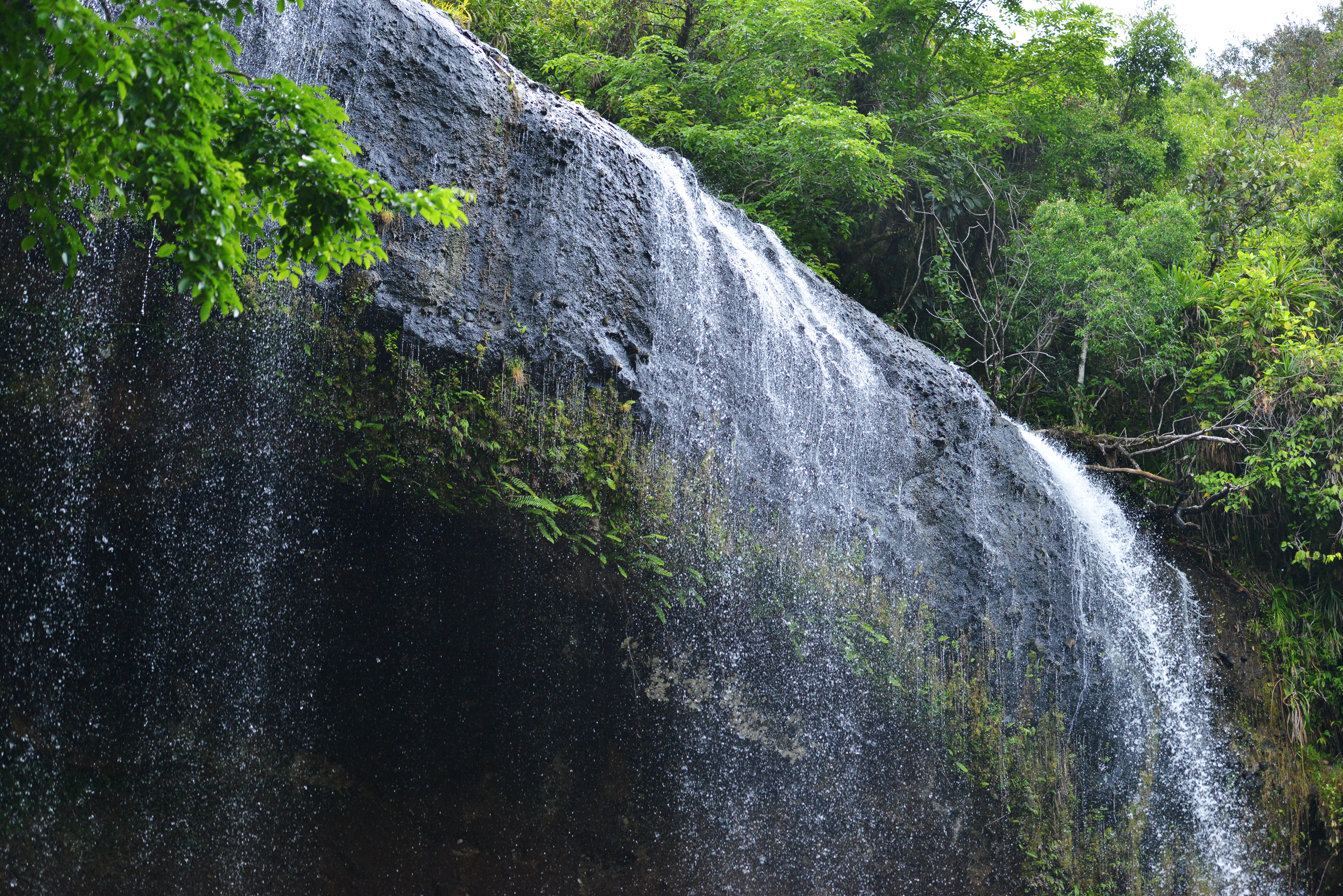
Cascade à Ngiwal.